# Dornelas (Aguiar da Beira)
Dornelas is een plaats (freguesia) in de Portugese gemeente Aguiar da Beira en telt 769 inwoners (2001).